# Daeqwon Plowden
Daeqwon Rayshawn Plowden, né le 29 août 1998 à Philadelphie en Pennsylvanie, est un joueur américain de basket-ball évoluant aux postes d'arrière et ailier. Il mesure 1,97 m.

## Carrière professionnelle
Fin décembre 2024, il signe un contrat two-way avec les Hawks d'Atlanta.
En août 2025, toujours via un contrat two-way, il rebondit aux Kings de Sacramento.

## Palmarès, distinctions et récompenses

### Universitaires
- Second-team All-MAC (2020)
- 2× Third-team All-MAC (2021, 2022)
- MAC All-Defensive team (2022)